# Selatosomus semimetallicus
Selatosomus semimetallicus is een kever uit de familie kniptorren (Elateridae). De wetenschappelijke naam van de soort is voor het eerst geldig gepubliceerd in 1866 door Francis Walker.